# Gulrast
Gulrast (Neatostema apulum) är en strävbladig växtart som först beskrevs av Carl von Linné, och fick sitt nu gällande namn av Ivan Murray Johnston. Gulrast ingår i släktet gulrastar, och familjen strävbladiga växter. Inga underarter finns listade i Catalogue of Life.

## Bildgalleri

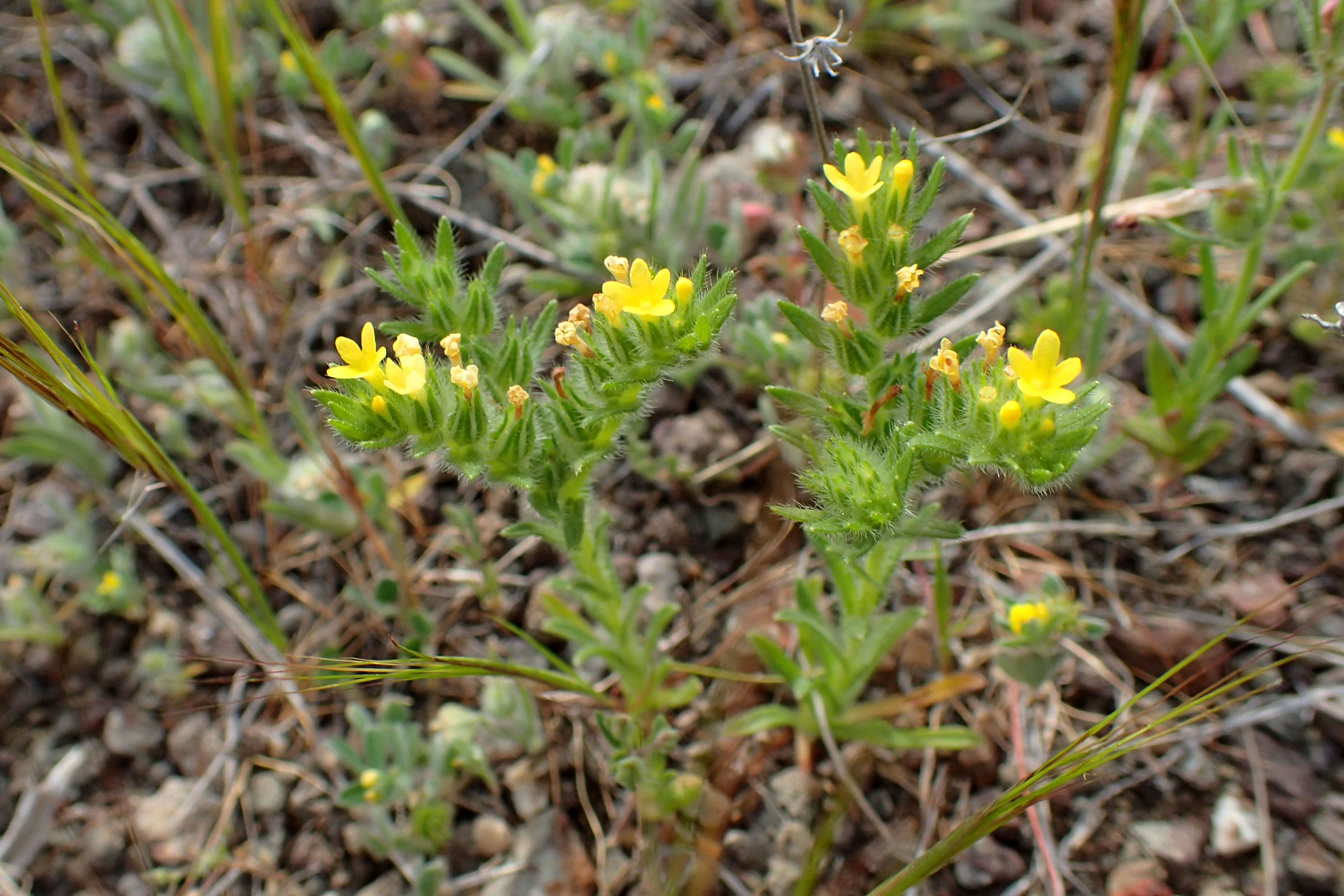